# Pleurozium quitense
Pleurozium quitense là một loài Rêu trong họ Hylocomiaceae. Loài này được (Mitt.) B.H. Allen & Magill mô tả khoa học đầu tiên năm 2003.